# Co za tydzień
Co za tydzień – magazyn telewizyjny, w którym relacjonowane są wydarzenia ze świata kultury i rozrywki, głównie wydarzenia medialne, emitowany na antenie telewizji TVN od 14 stycznia 2001 roku. Jego prowadzącym jest Olivier Janiak.
Od grudnia 2021 roku ruszył również serwis internetowy cozatydzien.tvn.pl. 
W niedzielę, 4 lipca 2021 roku zostało nadane 1000. wydanie programu.